# وضوح صفحه نمایش

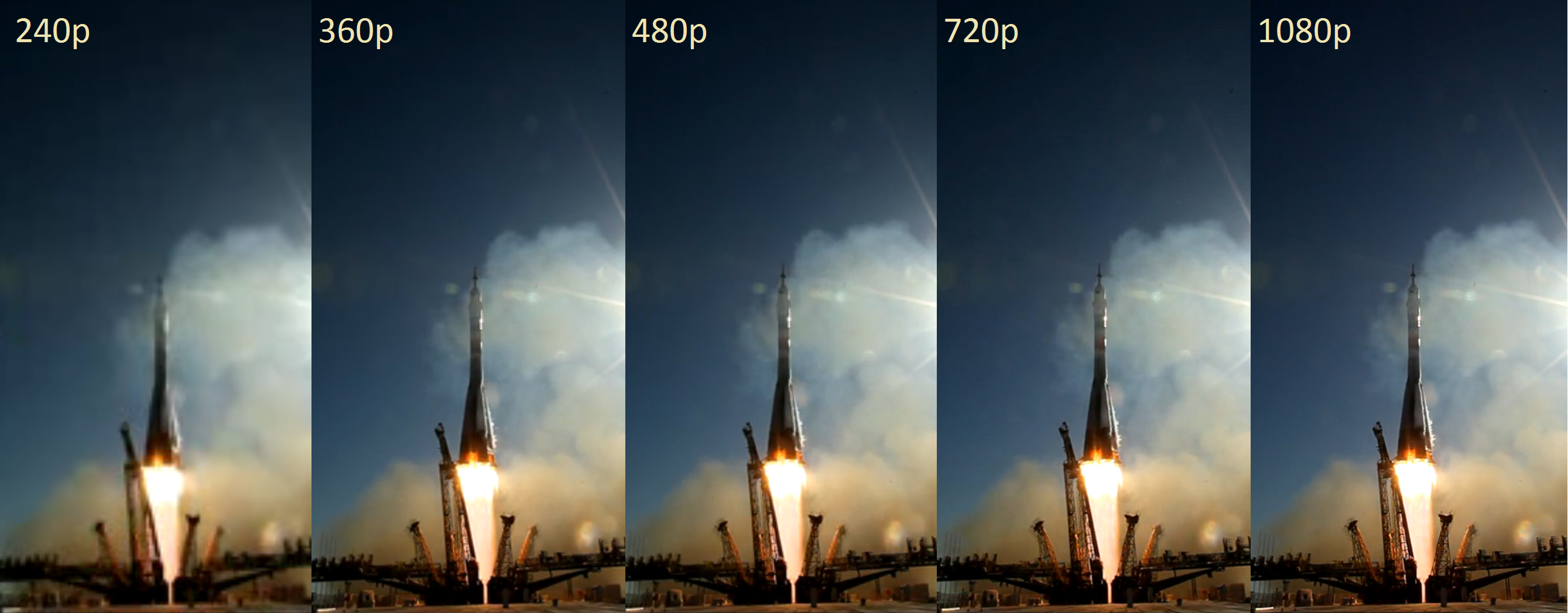
تفاوت کیفیت تصاویر که به ترتیب از چپ به راست به وضوح آن افزوده شده است

وضوح صفحه نمایش یا رِزولوشن (به انگلیسی: Resolution) در یک دستگاه تلویزیون، مانیتور کامپیوتر یا دستگاه نمایش، به تعداد پیکسل‌هایی گفته می‌شود که در هر بُعد (طول-عرض) می‌توان آن‌ها را نمایش داد.

معمولاً به صورت طول x ارتفاع و به همراه واحد در پیکسل گفته می‌شود. برای مثال ۱۰۲۴ در ۷۶۸، طول ۱۰۲۴ پیکسل می‌باشد و ارتفاع یا عرض ۷۶۸ پیکسل.
در کشورهای انگلیسی‌زبان این اعداد در حالت معمولی به صورت ده بیست و چهار در هفت شصت و هشت یا ده بیست و چهار در هفت شش هشت گفته می‌شود.